# شیرانوکا، هوکایدو
شیرانوکا، هوکایدو (به لاتین: Shiranuka, Hokkaido) یک منطقهٔ مسکونی در ژاپن است که در Kushiro Subprefecture واقع شده‌است. شیرانوکا ۸٬۹۱۰ نفر جمعیت دارد.